# Hadadezer
Hadadezer  (|h|æ|d|ə|ˈ|d|iː|z|ər; «Hadad es mi ayuda»), también conocido como Adad-Idri (asirio), y también Bar-Hadad II (arameo) o Ben-Hadad II (hebreo), fue un rey de Aram-Damasco en tiempos de la batalla de Qarqar contra el rey asirio Salmanasar III en 853 a. C.
Él e Irhuleni de Hama encabezaron una coalición de once reyes, que incluía a Ajab de Israel y a Gindibu el Árabe. Luchó contra Salmanasar otras seis veces, de ellas, dos con ayuda de Irhuleni, y del resto de la coalición que luchó en Qarqar.
Es mencionado en las inscripciones de la Estela de Tel Dan. Fue sucedido por Hazael, después de ser asfixiado de noche por él. Algunos relatos sostienen que Hazael era, de hecho, su hijo, pero de acuerdo con algunos estudiosos, Bar-Hadad II era hijo de Hazael.